# 韋儆弦
韋儆弦（16世紀—17世紀），一作韋儆絃，字汲陽，山東兗州府沂州人，明朝軍事人物。

## 生平
韋儆弦是萬曆十一年武進士韋邦臣之子，中萬曆二十二年（1594年）、二十五年（1597年）、二十八年（1600年）三科武舉人，三十五年（1607年）成武進士，擔任鳳陽留守都司，其後因為父母年老辭官歸鄉，不再出門，人們很難看到他，有子韋祚興。

## 引用
1. 1 2  同治《攸縣志·卷三十九·人物》：韋儆絃 字汲陽，沂州人，世衛萬戶侯，儆絃不肯襲職，刻苦自勵，成丁未武進士，任鳳陽留守都司，親老以養歸，郡大夫罕識其面，子祚興自有傳。
2. ↑  乾隆《沂州府志卷二十四·仕進下》·：萬歷……韋儆絃 丁未（武進士），任鳳陽留守都司……萬歷……韋儆絃 沂州衛指揮同知，丁酉、庚子、甲午（武舉人）